# Keirin masculin aux Jeux olympiques d'été de 2012
Navigation
Pékin 2008 Rio de Janeiro 2016
Le keirin masculin, épreuve de cyclisme sur piste des Jeux olympiques d'été de 2012, a lieu le 7 août 2012 sur le vélodrome de Londres.
La médaille d'or revient au coureur Britannique Chris Hoy, la médaille d'argent à l'Allemand Maximilian Levy et la médaille de bronze au Néo-Zélandais Simon van Velthooven et au Néerlandais Teun Mulder.

## Format de la compétition
Le déroulement de la compétition est défini dans les articles 3.2.134 et suivants du règlement de l'UCI. Aucune disposition particulières aux Jeux olympiques n'est prévue.
Dix-huit concurrents participent à l'épreuve.
Premier tour
Trois manches de six concurrents. Les deux premiers de chaque manche sont qualifiés pour les demi-finales, les autres vont en repêchage.
Repêchages
Deux manches de six concurrents. Les trois premiers de chaque manche sont qualifiés pour les demi-finales.
Demi-finales
Deux manches de six concurrents. Les trois premiers sont qualifiés pour la finale.
Finale
Une manche de six concurrents. Les trois premiers remportent les médailles.
Classement final
Les concurrents éliminés en demi-finales participent à une manche de six concurrents pour l'attribution des places de 7 à 12. Les concurrents éliminés en repêchages sont classés par deux 13e, 15e et 17e ex æquo selon leur place dans leurs manches de repêchage respectives.

## Programme
Tous les temps correspondent à l'UTC+1
| Date              | Horaire            | Manche                                  |
| ----------------- | ------------------ | --------------------------------------- |
| Mardi 7 août 2012 | 10 h 00 et 16 h 35 | 1er tour, repêchage, 2e tour et finales |

## Résultats

### Premier tour
Série 1
| Rang | Cycliste             | Pays              |
| ---- | -------------------- | ----------------- |
| 1    | Chris Hoy            | Grande-Bretagne   |
| 2    | Simon van Velthooven | Nouvelle-Zélande  |
| 3    | Juan Peralta         | Espagne           |
| 4    | Sergei Borisov       | Russie            |
| 5    | Njisane Phillip      | Trinité-et-Tobago |
| 6    | Kazunari Watanabe    | Japon             |

Série 2
| Rang | Cycliste        | Pays      |
| ---- | --------------- | --------- |
| 1    | Maximilian Levy | Allemagne |
| 2    | Teun Mulder     | Pays-Bas  |
| 3    | Hersony Canelón | Venezuela |
| 4    | Kamil Kuczynski | Pologne   |
| 5    | Shane Perkins   | Australie |
| 6    | Zhang Miao      | Chine     |

Série 3
| Rang | Cycliste           | Pays               |
| ---- | ------------------ | ------------------ |
| 1    | Mickaël Bourgain   | France             |
| 2    | Azizulhasni Awang  | Malaisie           |
| 3    | Fabián Puerta      | Colombie           |
| 4    | Joseph Veloce      | Canada             |
| 5    | Denis Špička       | République tchèque |
| 6    | Christos Volikakis | Grèce              |

### Repêchages
Série 1
| Rang | Cycliste           | Pays              |
| ---- | ------------------ | ----------------- |
| 1    | Christos Volikakis | Grèce             |
| 2    | Juan Peralta       | Espagne           |
| 3    | Njisane Phillip    | Trinité-et-Tobago |
| 4    | Joseph Veloce      | Canada            |
| 5    | Sergei Borisov     | Russie            |
| 6    | Zhang Miao         | Chine             |

Série 1
| Rang | Cycliste          | Pays               |
| ---- | ----------------- | ------------------ |
| 1    | Kazunari Watanabe | Japon              |
| 2    | Hersony Canelón   | Venezuela          |
| 3    | Shane Perkins     | Australie          |
| 4    | Kamil Kuczynski   | Pologne            |
| 5    | Fabián Puerta     | Colombie           |
| 6    | Denis Špička      | République tchèque |

### Demi-finales
Série 1
| Rang | Cycliste           | Pays              |
| ---- | ------------------ | ----------------- |
| 1    | Chris Hoy          | Grande-Bretagne   |
| 2    | Azizulhasni Awang  | Malaisie          |
| 3    | Teun Mulder        | Pays-Bas          |
| 4    | Njisane Phillip    | Trinité-et-Tobago |
| 5    | Juan Peralta       | Espagne           |
| 6    | Christos Volikakis | Grèce             |

Série 2
| Rang | Cycliste             | Pays             |
| ---- | -------------------- | ---------------- |
| 1    | Maximilian Levy      | Allemagne        |
| 2    | Simon van Velthooven | Nouvelle-Zélande |
| 3    | Shane Perkins        | Australie        |
| 4    | Mickaël Bourgain     | France           |
| 5    | Hersony Canelón      | Venezuela        |
| 6    | Kazunari Watanabe    | Japon            |

### Finales
Manche pour les médailles (1-6)
| Rang | Coureur              | Pays             |
| ---- | -------------------- | ---------------- |
| 1    | Chris Hoy            | Grande-Bretagne  |
| 2    | Maximilian Levy      | Allemagne        |
| 3    | Simon van Velthooven | Nouvelle-Zélande |
| 3    | Teun Mulder          | Pays-Bas         |
| 5    | Shane Perkins        | Australie        |
| 6    | Azizulhasni Awang    | Malaisie         |

Manche de classement (7-12)
| Rang | Coureur            | Pays              |
| ---- | ------------------ | ----------------- |
| 7    | Njisane Phillip    | Trinité-et-Tobago |
| 8    | Mickaël Bourgain   | France            |
| 9    | Christos Volikakis | Grèce             |
| 10   | Juan Peralta       | Espagne           |
| 11   | Kazunari Watanabe  | Japon             |
| 12   | Hersony Canelón    | Venezuela         |